# Vlag van Toyama

Vlag van Toyama (ratio 2:3)

Vlag van Toyama, 1957-1988 (ratio 2:3)

De prefecturale vlag van Toyama bestaat uit een wit vlak met een groen gestileerd hiragana-karakter と [to] en de kanji 山 [yama] (wat "berg" betekent) in de vorm van de berg Tateyama, en stelt een prefectuur voor die een sprong naar de hemel maakt. Groen is de kleur van de prefectuur en symboliseert Toyama's overvloed aan natuur en vitaliteit voor de toekomst. De prefecturale vlag werd op 27 december 1988 aangenomen.
De vorige prefecturale vlag werd aangenomen op 14 december 1957, die bestaat uit groen vlak met een goud gestileerd hiragana-karakter と [to] en de kanji 山 [yama] (wat "berg" betekent) in de vorm van de berg Tateyama. Op 27 december 1988 werd de kleur van het veld echter veranderd in wit en de kleur van het prefecturale embleem in groen. Het centrum van het voormalige embleem was rond in plaats van driehoekig.